# St. Laurentius (Bernau am Chiemsee)
Koordinaten: 47° 48′ 43,8″ N, 12° 22′ 28,4″ O

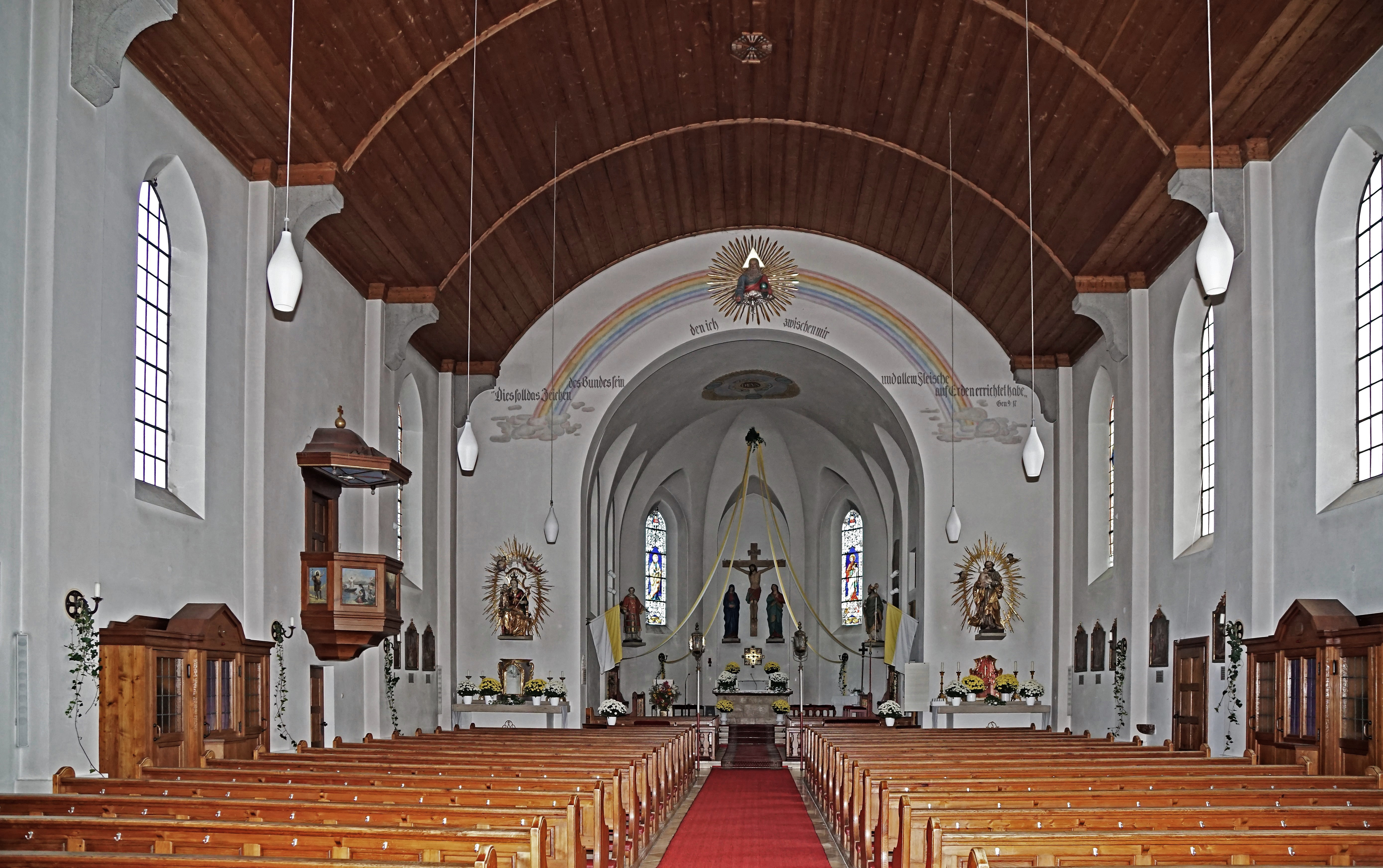
Innenansicht gegen den Chor

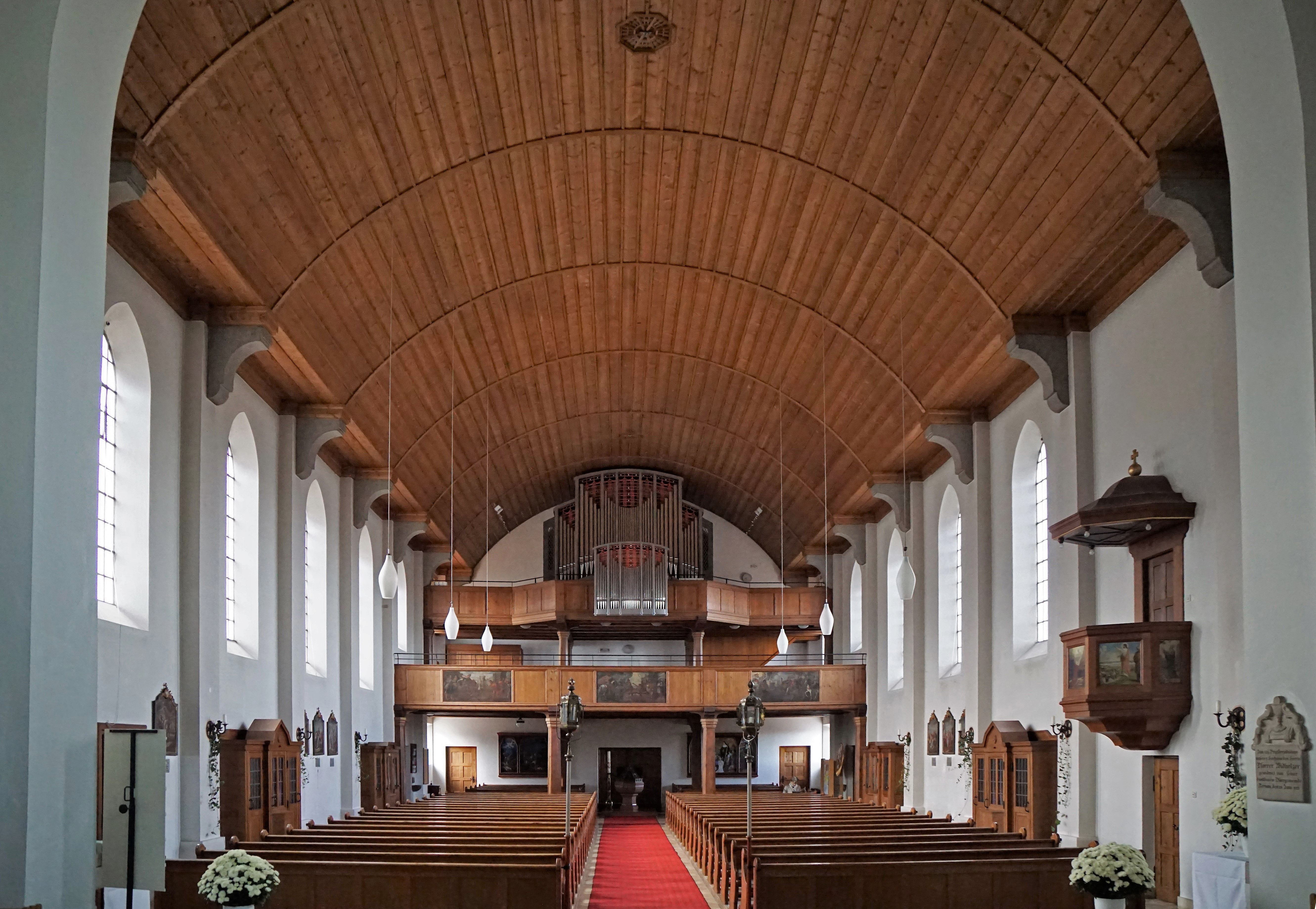
Innenansicht zur Orgelempore

Die Pfarrkirche St. Laurentius in Bernau am Chiemsee gehört zum Pfarrverband Westliches Chiemseeufer der Erzdiözese München und Freising. Sie steht auf einer Anhöhe umgeben von einem Friedhof.

## Geschichte
Die Kirche wurde erstmals 1408 urkundlich erwähnt. Sie war eine Filialkirche von Prien am Chiemsee. 1806 wurde Bernau eine eigenständige Pfarrei. Die spätgotische ursprüngliche Kirche wurde 1926 wegen Platzmangel abgerissen und nach Plänen von Franz Xaver Huf neu erbaut und eingerichtet. Der Turm und Teile der Westwand wurden in den Neubau einbezogen.

## Bauwerk
Die Kirche ist ein Saalbau mit Satteldach. Der Westturm hat einen Spitzhelm. Die  Fenstermalereien vom 19. Jahrhundert, sowie der spätgotische Turm sind von der Vorgängerkirche. Das Langhaus hat eine tonnengewölbte Holzdecke und ist durch einen rundbogigen Triumphbogen vom schmäleren Chor getrennt. Der Chor mit 3/8-Schluss hat ein Tonnengewölbe mit Stichkappen. Das Deckengemälde zeigt symbolisch im Jugendstil die Dreieinigkeit Gottes. Den Standort des Hochaltars markiert eine Gedenkplatte.

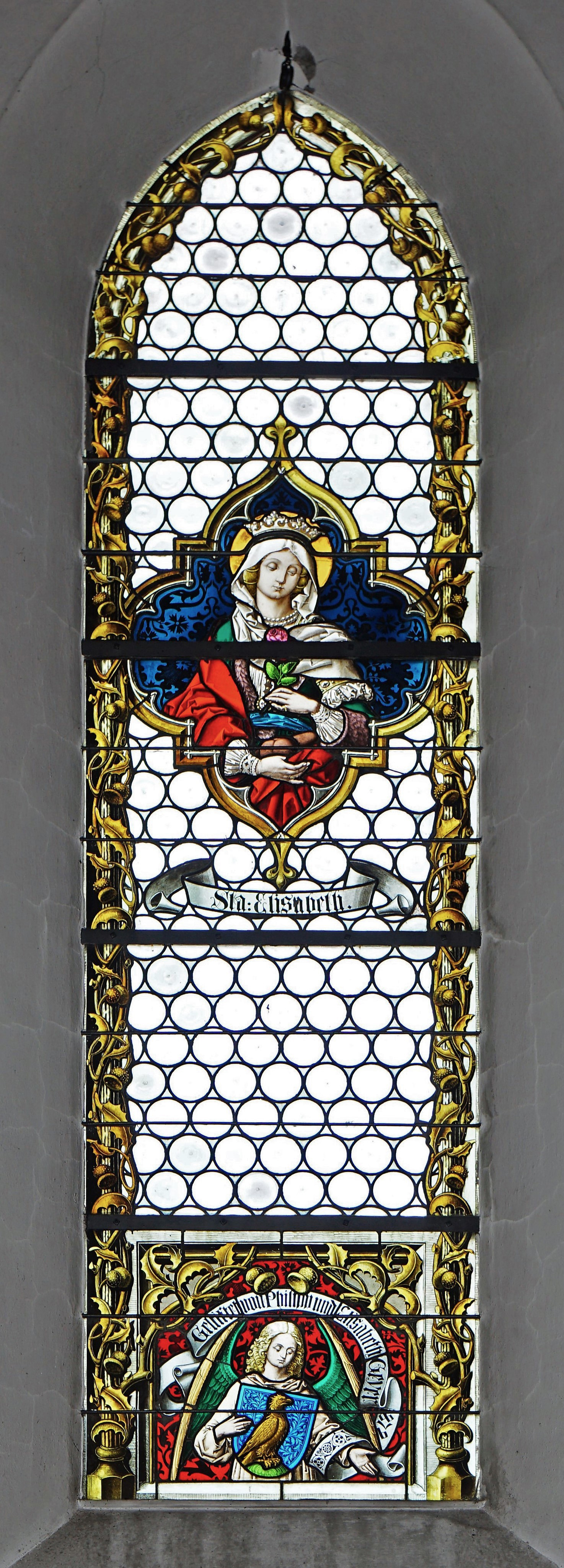
Farbfenster im Chor
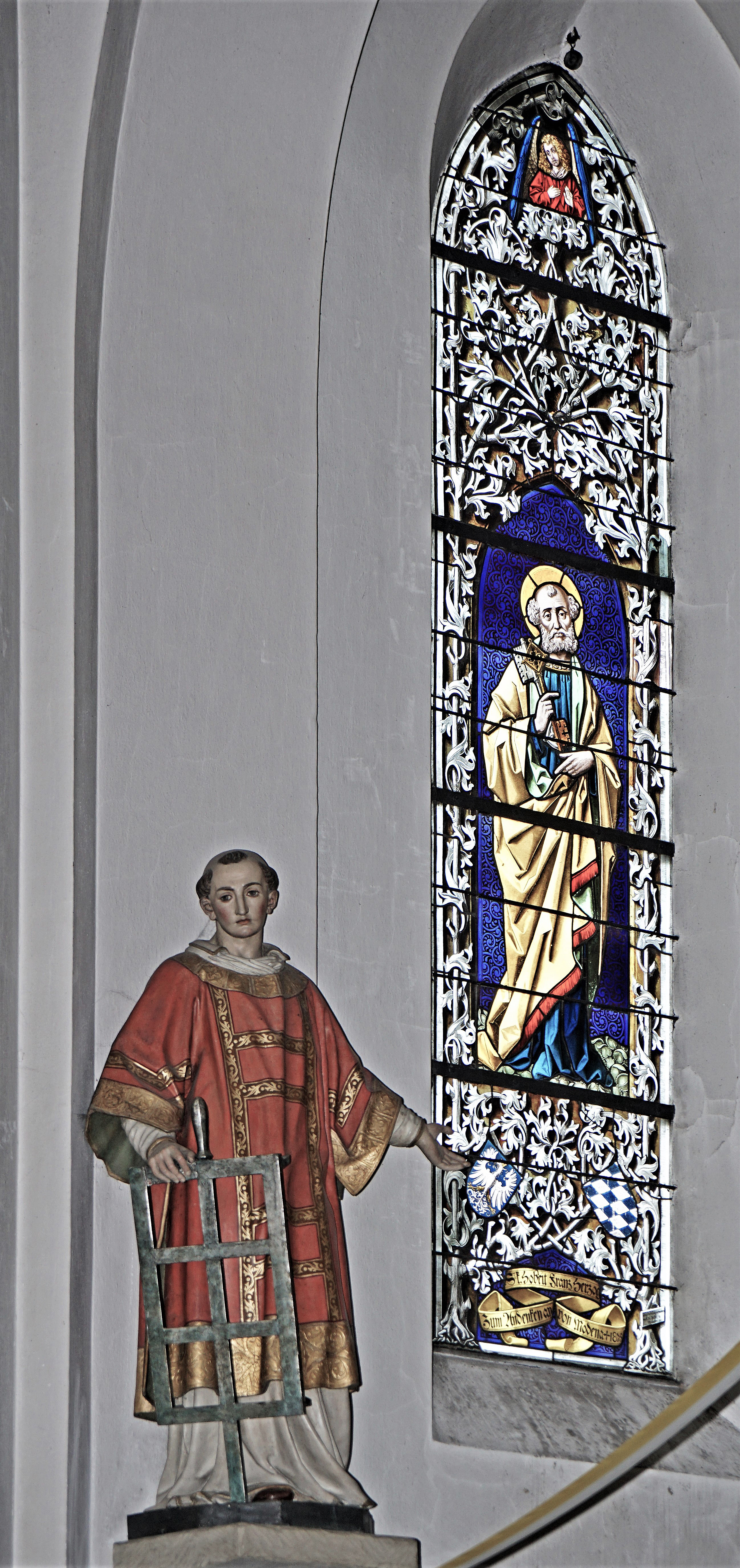
Links die Konsolstatue des hl. Laurentius, dahinter Chorfenster mit Darstellung des Apostels Petrus
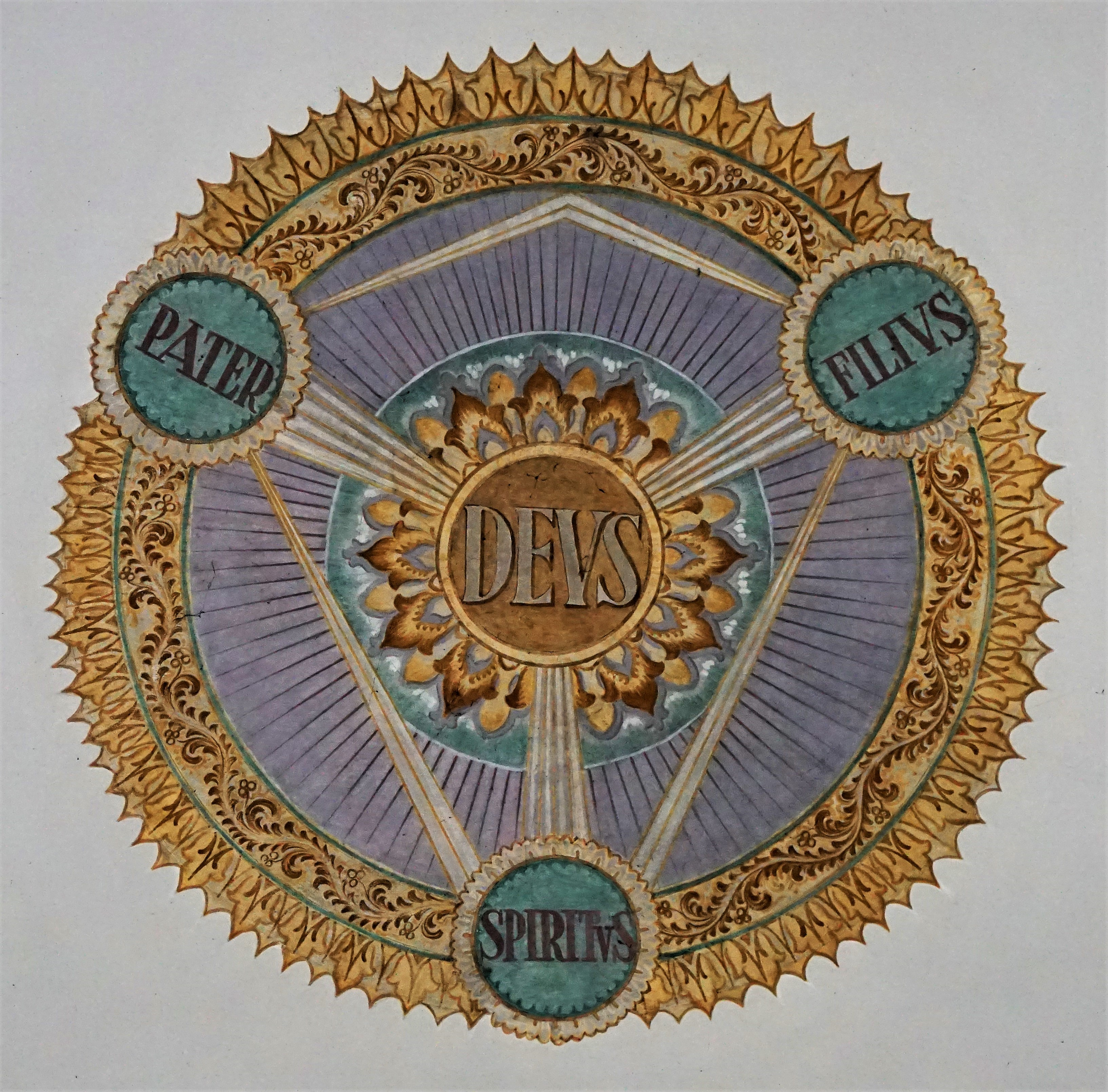
Deckengemälde im Chor
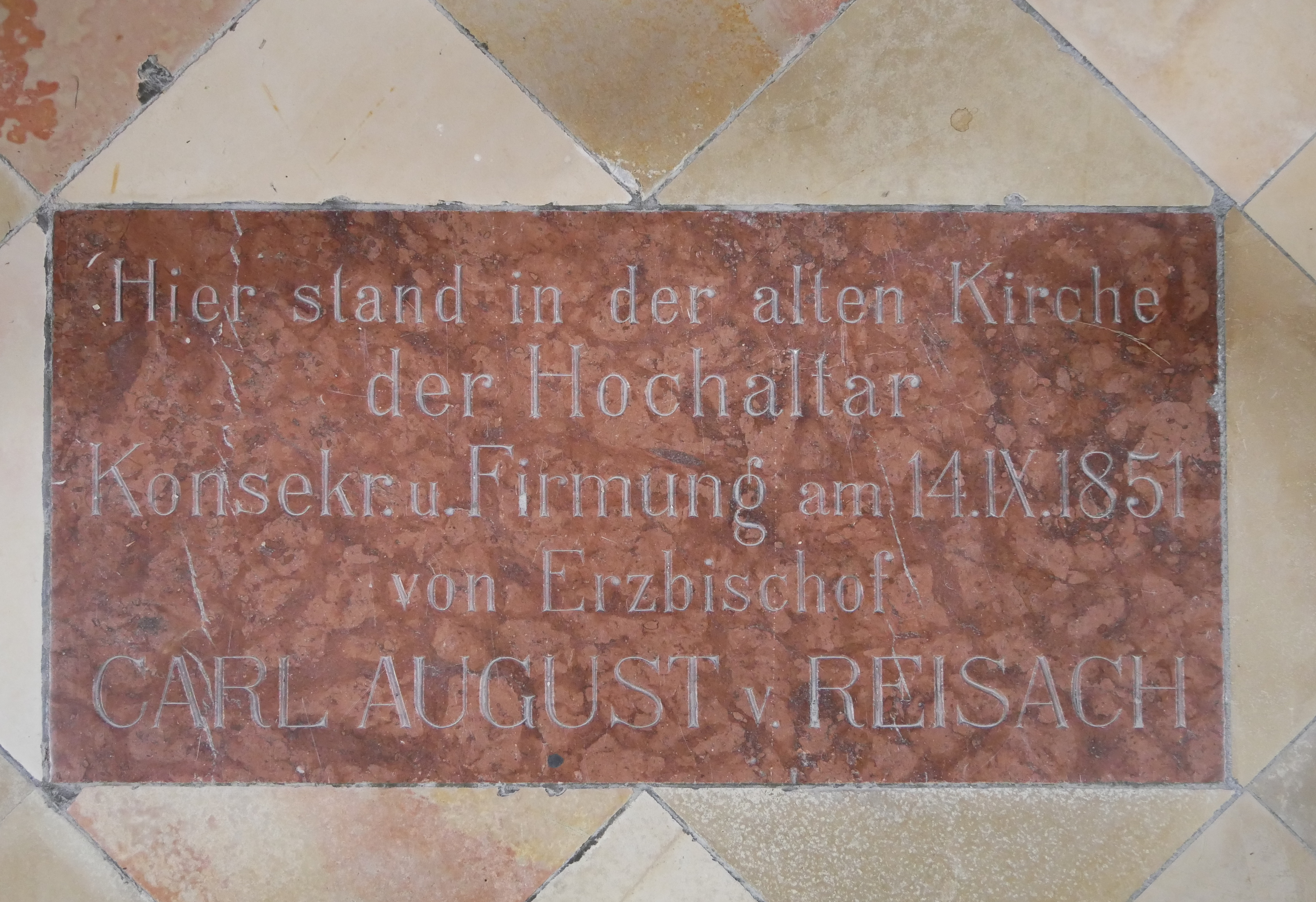
Gedenkplatte für Standort des Hochaltars in der früheren Kirche

## Einrichtung

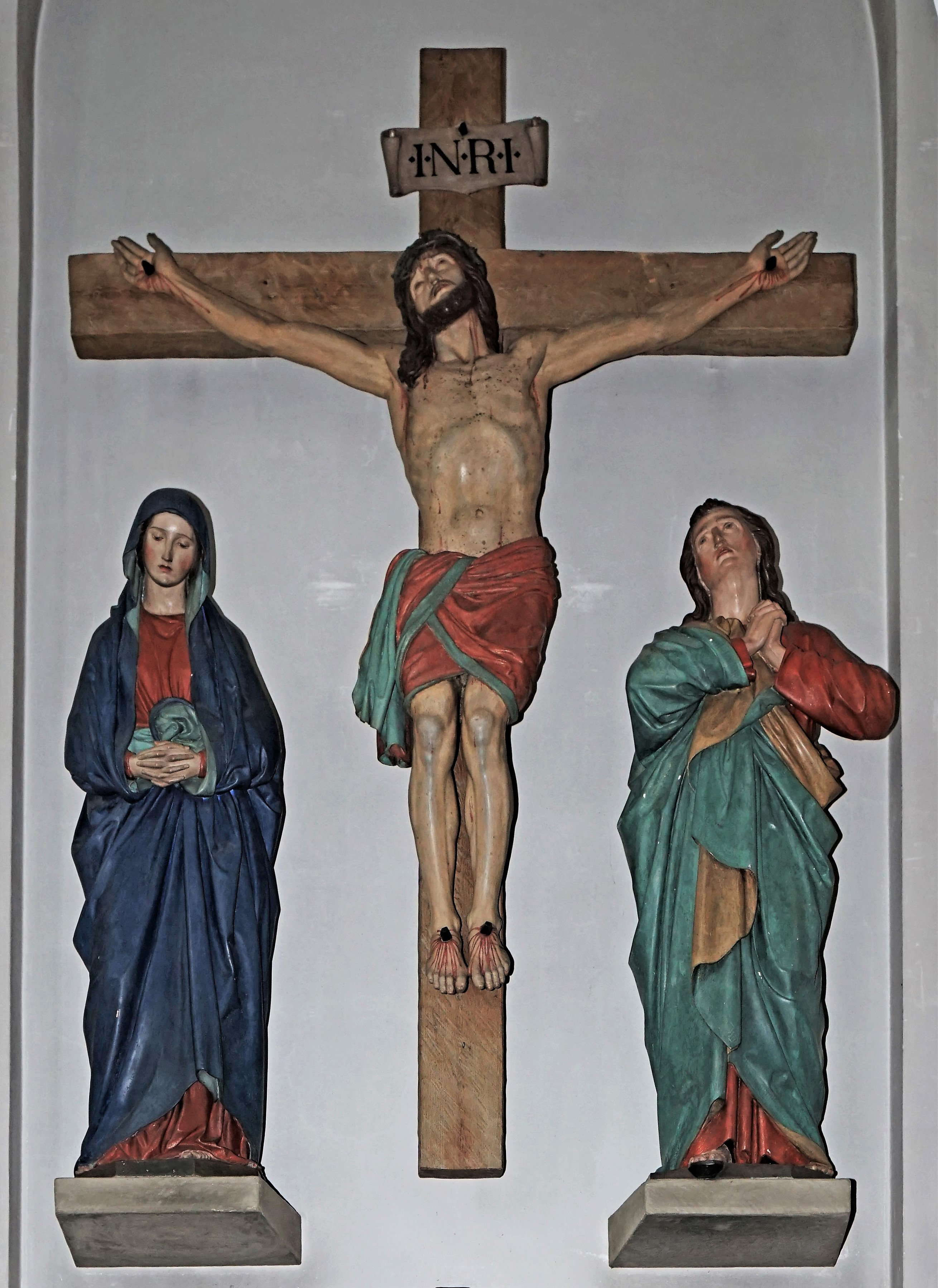
Pfarrkirche Bernau am Chiemsee, Kreuzigungsgruppe

Der Hauptaltar im Presbyterium ist ein freistehender, gemauerter Tischaltar. Dahinter und darüber ist an der Stirnseite der Apsis eine Kreuzigungsgruppe (Bildhauer Johann Nepomuk Petz) angebracht. Sie wurde aus der alten Kirche übernommen.
Über dem linken Seitenaltar ist am Triumphbogen die Figur der thronenden Maria Königin mit Kind im Strahlenkranz zu sehen, über dem rechten Seitenaltar der hl. Josef mit Kind.
Die Kanzel stammt aus der Zeit des Neubaus.
Die Figuren des hl. Laurentius und das Gott-Vater-Relief am Triumphbogen sind ebenfalls von Petz geschaffen. Der Kreuzweg ist aus dem Jahre 1930. Zur weiteren Einrichtung gehören ein Taufstein von 1931 mit bronzenem Deckel und ein Taufkerzenständer aus Bronze.

### Bildergalerie

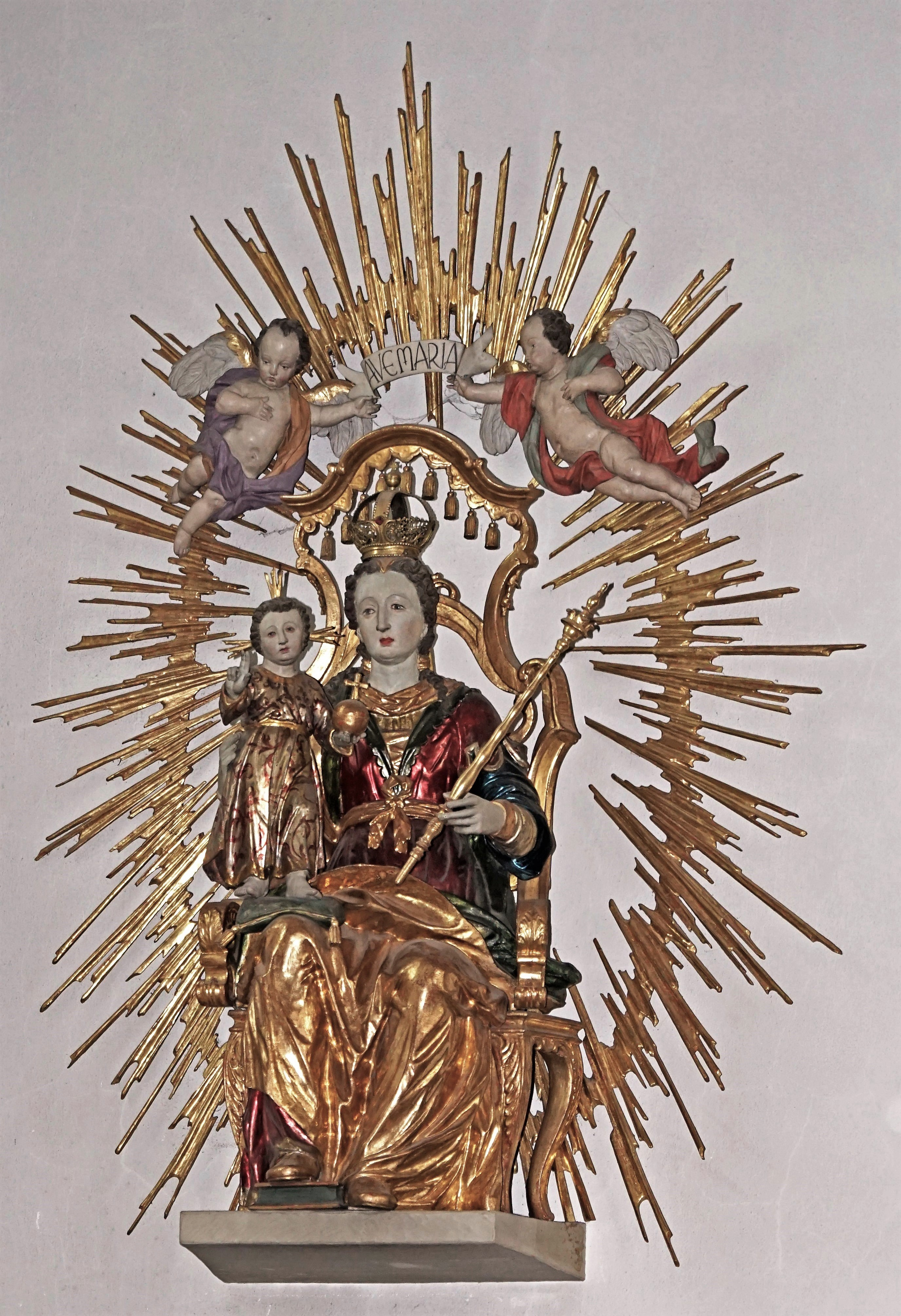
Maria Königin mit Kind über dem linken Seitenaltar
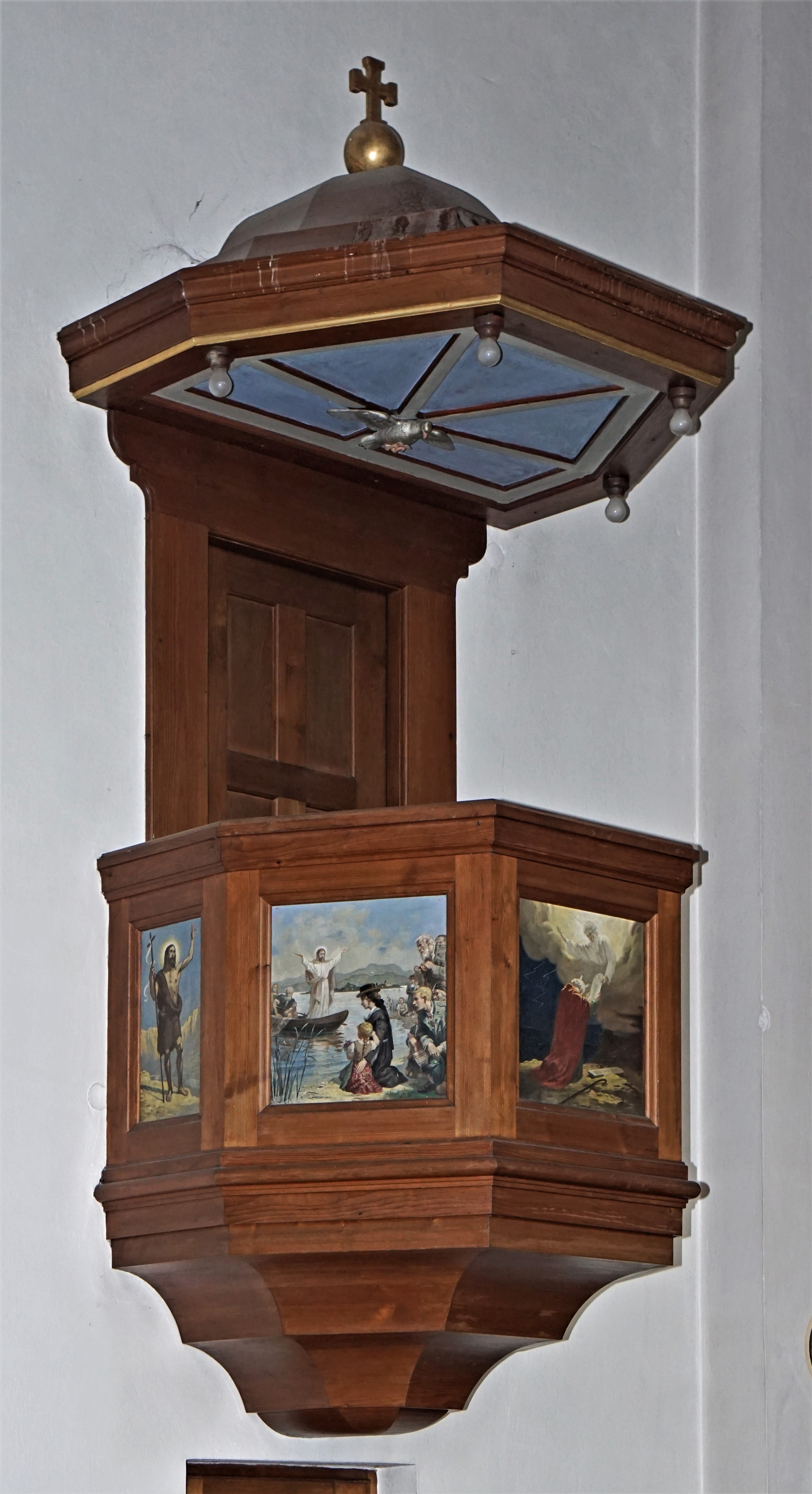
Die Kanzel
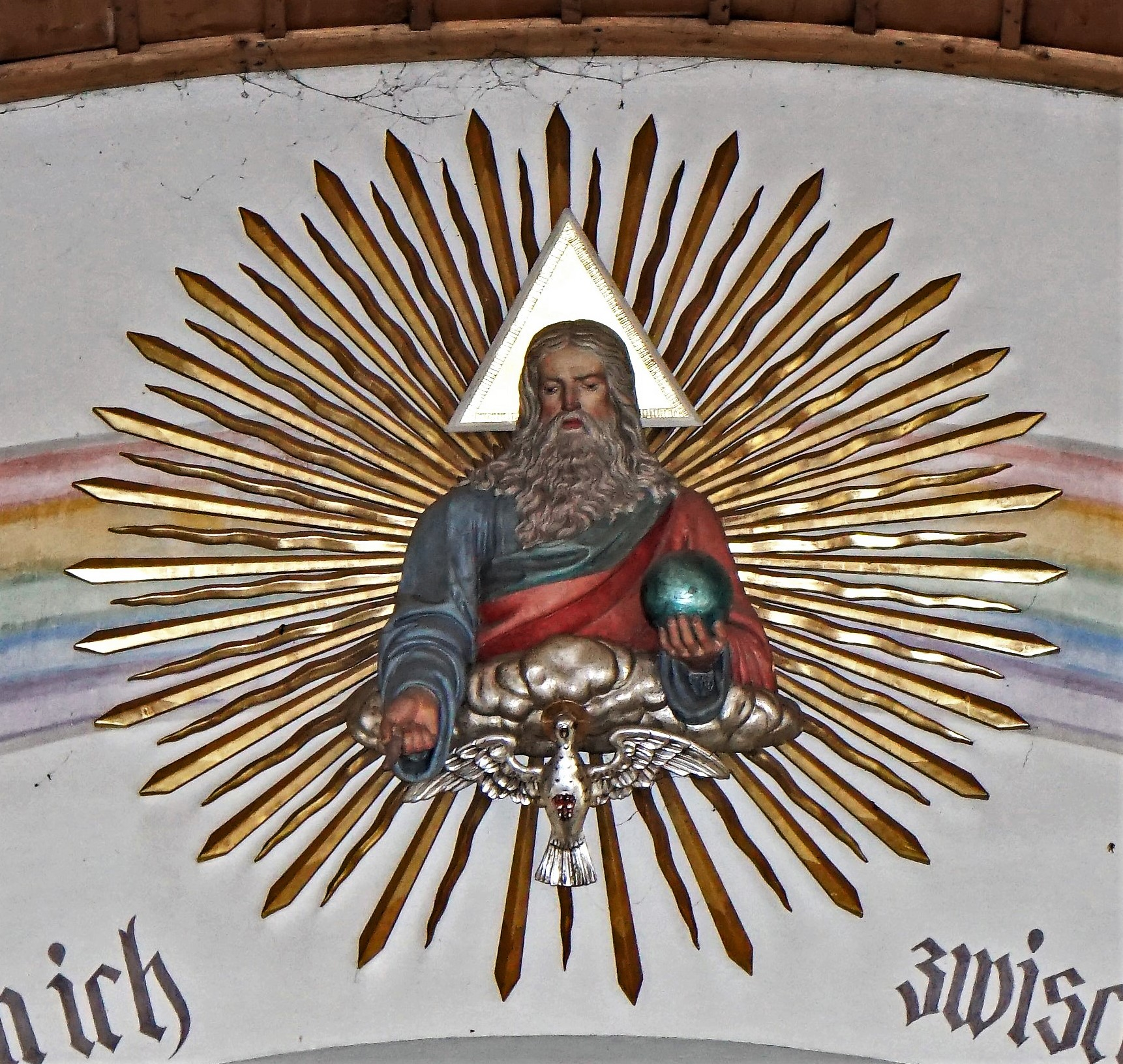
Gottvater
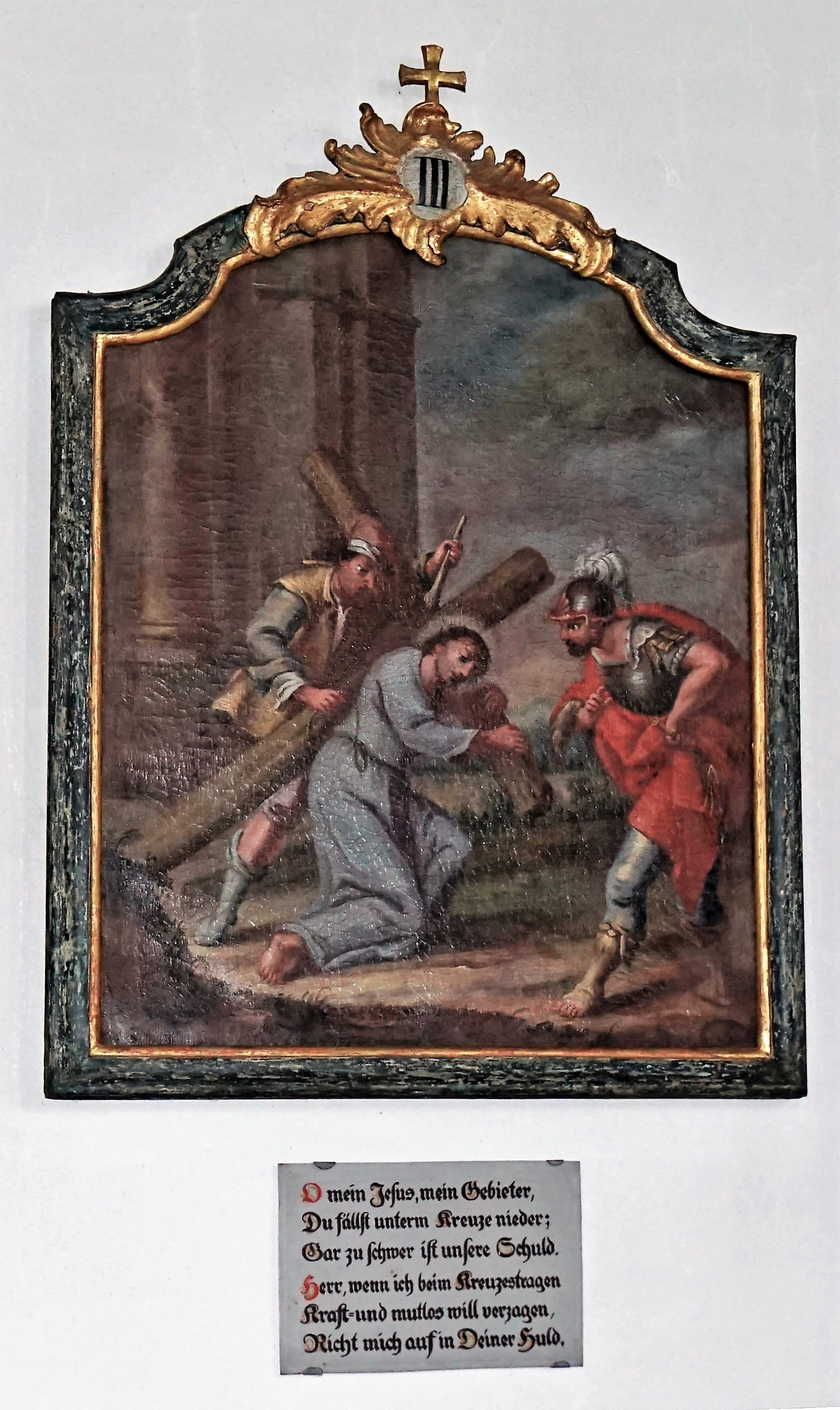
Kreuzweg, 3. Station
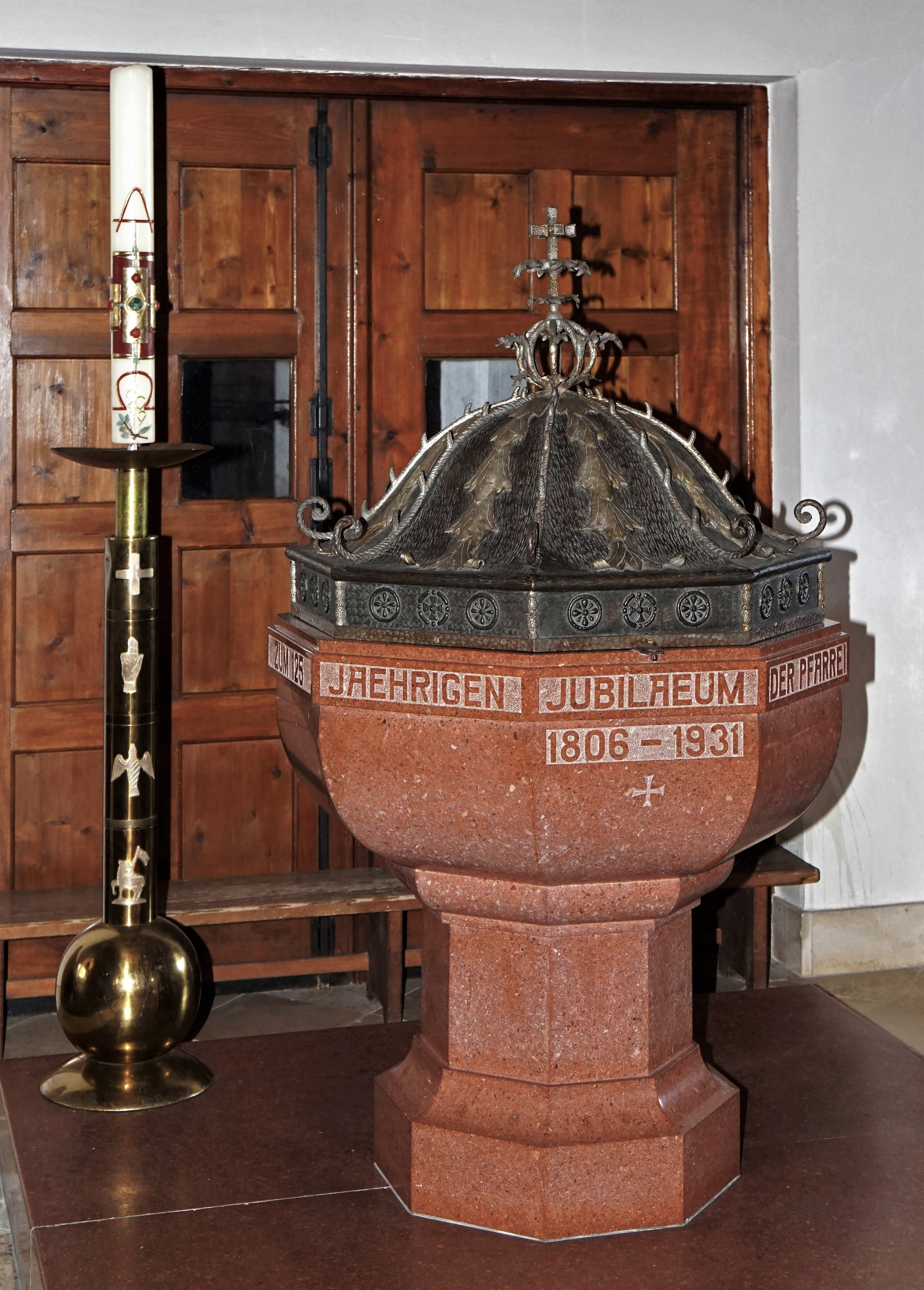
Taufstein und Taufkerzenständer

### Orgel

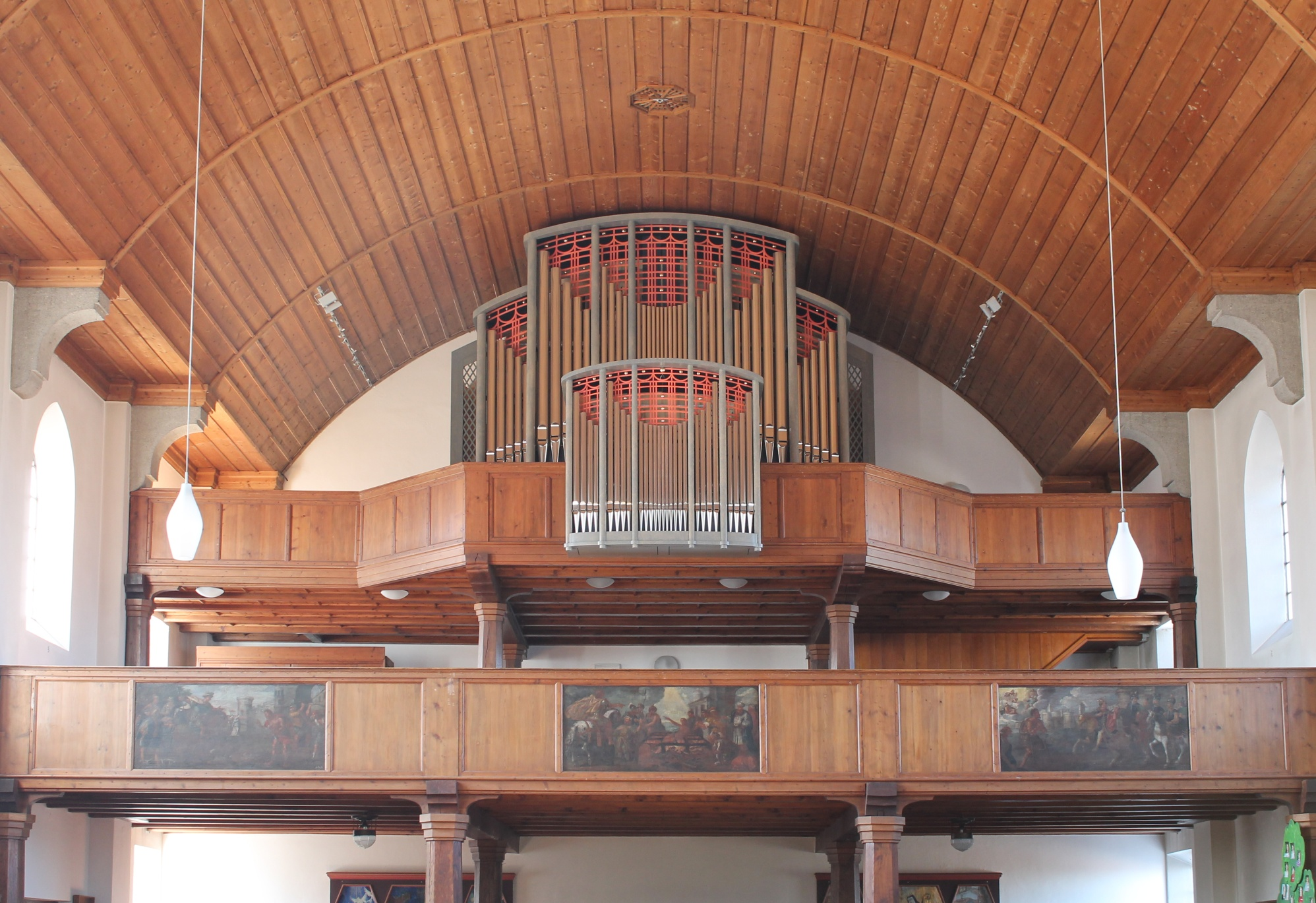
Die Orgel

Eine erste Orgel erbaute Josef Wagner aus Glonn im Jahr 1837. Ihr folgte ein durch Guido Nenninger 1953 erbautes Instrument mit elektrisch gesteuerten Kegelladen und 24 Registern auf 2 Manualen und Pedal. Die derzeitige Orgel mit 27 Registern auf drei Manualen und Pedal wurde von Siegfried Schmid gebaut und am 30. Juni 2013 geweiht. Die Disposition lautet:
| I Rückpositiv C–a3 |            |        |
| 1.                 | Gedeckt    | 8′     |
| 2.                 | Quintade   | 8′     |
| 3.                 | Principal  | 4′     |
| 4.                 | Holzflöte  | 4′     |
| 5.                 | Nasat      | 2 ⁄3′  |
| 6.                 | Terz       | 1 3⁄5′ |
| 7.                 | Waldflöte  | 2′     |
| 8.                 | Cymbel III | 1′     |
| 9.                 | Krummhorn  | 8′     |
|                    | Tremulant  |        |

| II Hauptwerk C–a3 |             |        |
| 10.               | Bourdon     | 16′    |
| 11.               | Principal   | 08′    |
| 12.               | Rohrflöte   | 08′    |
| 13.               | Salcional   | 08′    |
| 14.               | Octave      | 04′    |
| 15.               | Nachthorn   | 04′    |
| 16.               | Superoctave | 02′    |
| 17.               | Mixtur IV   | 01 ⁄3′ |
| 18.               | Trompete    | 08′    |

| III Schwellwerk C–a3 |                    |    |
| 19.                  | Doppelflöte        | 8′ |
| 20.                  | Gamba              | 8′ |
| 21.                  | Vox coelestis      | 8′ |
| 22.                  | Fugara             | 4′ |
| 23.                  | Oktave (VA Nr. 24) | 2′ |
| 24.                  | Mixtur III         | 2′ |
| 25.                  | Oboe               | 8′ |
|                      | Tremulant          |    |

| Pedal C–f1 |                         |     |  |
| 26.        | Principalbass           | 16′ |  |
| 27.        | Subbass (= Nr. 10)      | 16′ |  |
| 28.        | Octavbass (Ext. Nr. 26) | 08′ |  |
| 29.        | Gemshornbass            | 08′ |  |
| 30.        | Choralbass (= Nr. 14)   | 04′ |  |
| 31.        | Posaune                 | 16′ |  |
| 32.        | Trompete (= Nr. 18)     | 08′ |  |

- Koppeln: I/II, III/II, III/I, I/P, II/P, III/P, Suboktavkoppel III/II
- Bemerkungen: mechanische Spieltraktur, elektrische Registertraktur

## Glocken
Im Turm läuten vier Glocken in einem Stahlglockenstuhl. Das Geläut erklingt in der Melodielinie eines Idealquartetts.
|             | GLOCKE 1                   | GLOCKE 2                   | GLOCKE 3                   | GLOCKE 4                   |
| ----------- | -------------------------- | -------------------------- | -------------------------- | -------------------------- |
| GIESSER:    | Karl Czudnochowsky, Erding | Karl Czudnochowsky, Erding | Karl Czudnochowsky, Erding | Karl Czudnochowsky, Erding |
| GUSSJAHR:   | 1950                       | 1950                       | 1950                       | 1950                       |
| MATERIAL:   | Bronze                     | Bronze                     | Bronze                     | Bronze                     |
| Ø MM:       | 1265                       | 1030                       | 910                        | 730                        |
| GEWICHT KG: | 1066                       | 560                        | 345                        | 176                        |
| NOMINAL:    | e′                         | g′                         | a′                         | c″                         |

## Friedhof
An der Apsis der Kirche ist das Friedhofskreuz mit der darunter stehenden Schmerzensmutter angebracht.
Im Friedhof sind das Grabdenkmal für Maria Bonn mit bronzener Jugendstilbüste (Gestaltung um 1909 durch Clothilde Bauer) sowie einige schmiedeeiserne Grabkreuze des 18. und 19. Jahrhunderts sehenswert.

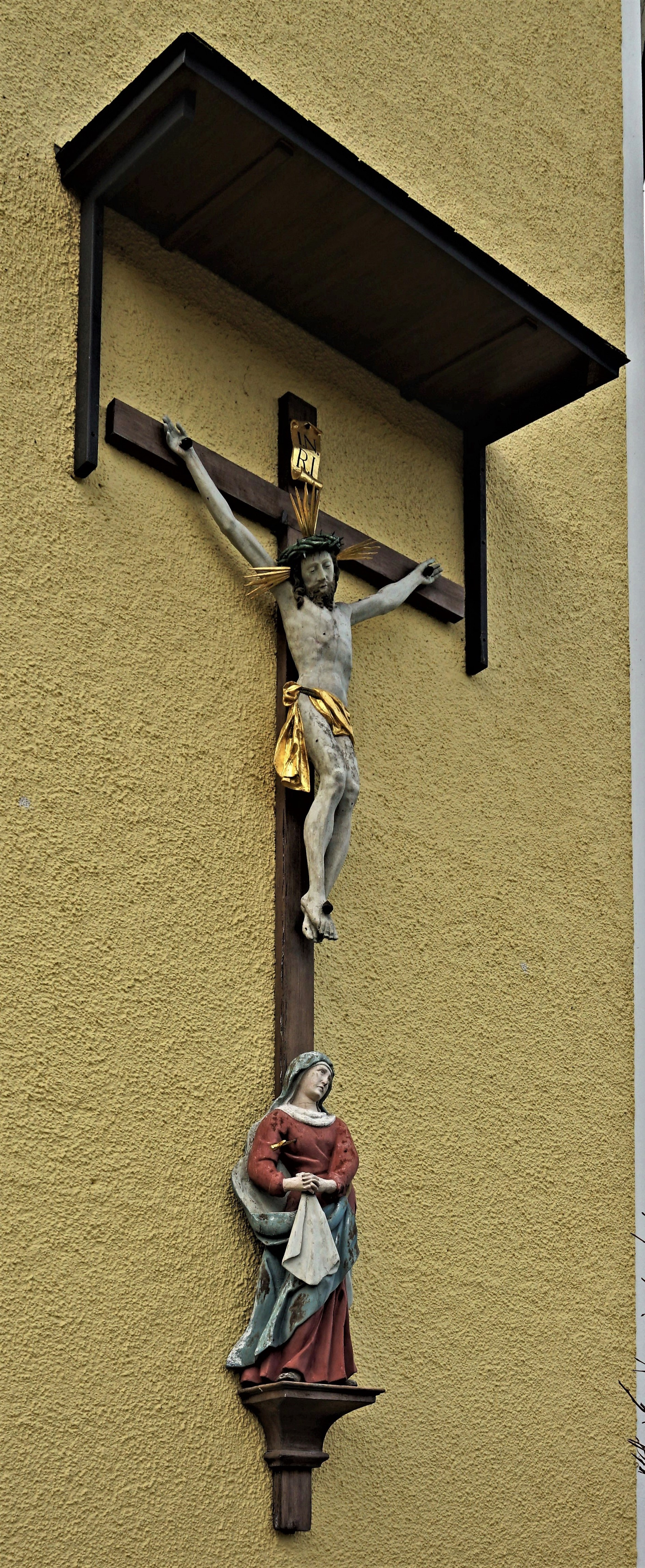
Das Friedhofskreuz